# Erwetegem
Erwetegem is een dorp in de Belgische provincie Oost-Vlaanderen en een deelgemeente van de stad Zottegem, het was een zelfstandige gemeente tot aan de gemeentelijke herindeling van 1971. Erwetegem ligt in de Vlaamse Ardennen. Het hoogste punt van het dorp ligt rond de Emmerstraat, op ongeveer 102m boven zeeniveau, en is daarmee het hoogste punt van de stad Zottegem.

## Geschiedenis
In Erwetegem werden muntvondsten gedaan uit de Gallo-Romeinse periode en uit midden 11de eeuw. In 1116 bekend als "Herwetengem". Uit geen enkel document blijkt dat Erwetegem reeds als vastomlijnde levens-, rechts- of kerkelijke gemeenschap zou bestaan hebben voor de 12de eeuw. Op het grondgebied van de latere parochie Erwetegem is nochtans zeker een vroeg-Frankische nederzetting, waarschijnlijk in de 5de eeuw, gebouwd geweest, zoals de Saal-Frankische naam aanwijst (1087 Heruetingehem): "Hariwith - inga - heim" of: "woonst van de lieden van Hariwith". Vanaf de 13de eeuw beheerden de Sint-Pietersabdij van Gent en de abdij van Mont-Saint-Martin (die vanaf 1162 het patronaatsrecht had verkregen over de kerk) er veel eigendommen (pachthoeves). Tot de 13de eeuw behoorde het dorp aan de heren van Erwetegem (Zeger van Erwetegem 1118) en nadien, tot de 18de eeuw, aan de heren van Zottegem. Aan de Molenberg/Kapellestraat (nu Kattenberg) stond de Windmolen van Erwetegem die in 1914 tijdens de Eerste Wereldoorlog door het Duitse leger werd gedynamiteerd.

## Bezienswaardigheden
- De classicistische Sint-Pieters-Bandenkerk met Lodewijk XVI-meubilair en beschermd orgel.
- Het voormalige klooster van Erwetegem
- In Erwetegem wordt jaarlijks in januari een carnavalsstoet gehouden, onderdeel van Zottegem Carnaval

## Natuur en landschap
Erwetegem ligt aan de rand van de Vlaamse Ardennen. De kerk ligt op een hoogte van 85 meter. De hoogte varieert van 43-102 meter. Natuurgebieden zijn: de Steenbergse bossen en het Parkbos-Uilenbroek.

## Demografische ontwikkeling
- Bronnen:NIS, Opm:1831 tot en met 1970=volkstellingen

## Sport
Erwetegem is bekend van de wielerhelling De Vlamme op de grens met Sint-Goriks-Oudenhove

## Afbeeldingen

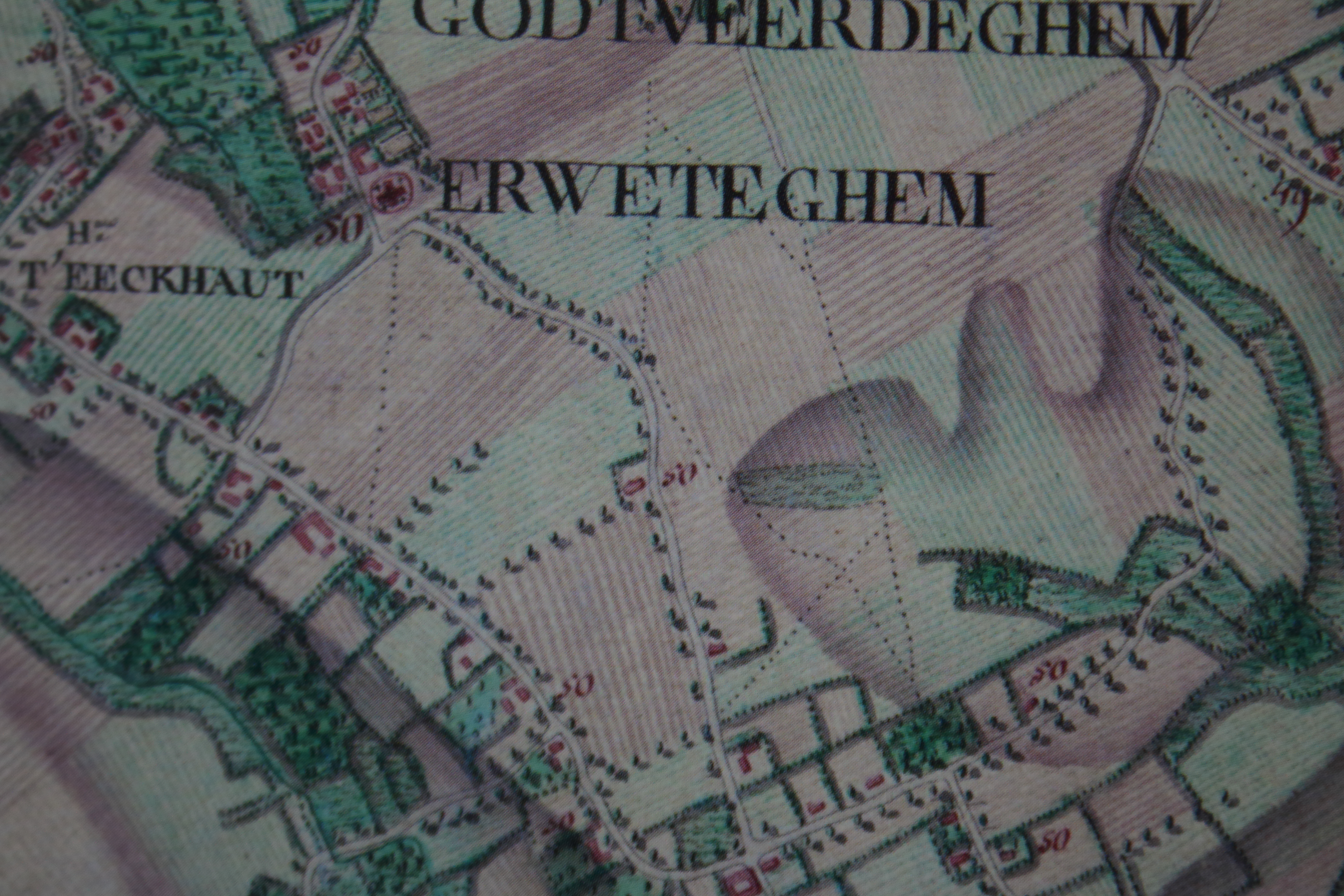
Erwetegem op de Ferrariskaart.
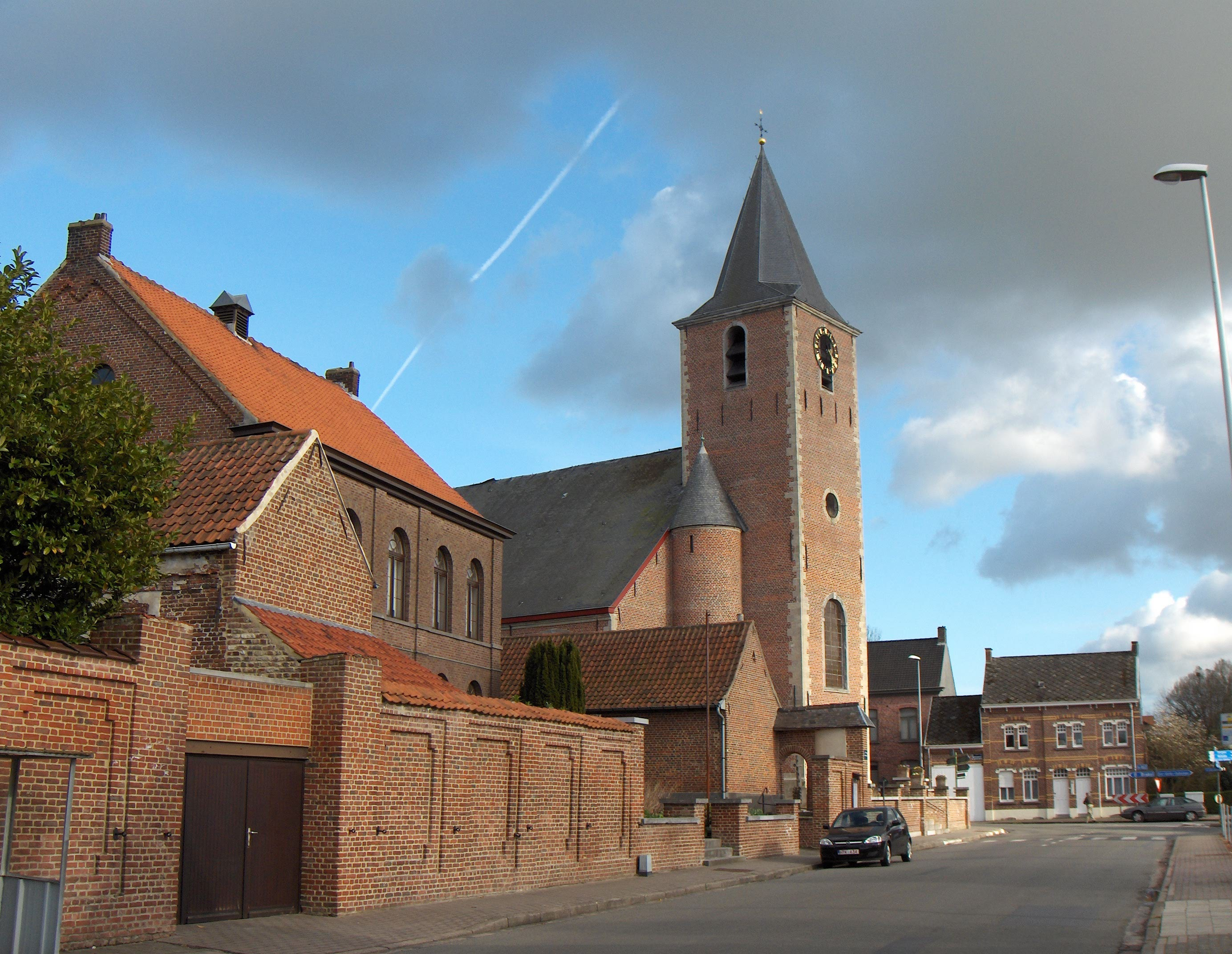
Erwetegem-dorp met Sint-Pieters-Bandenkerk en voormalige pastorij.
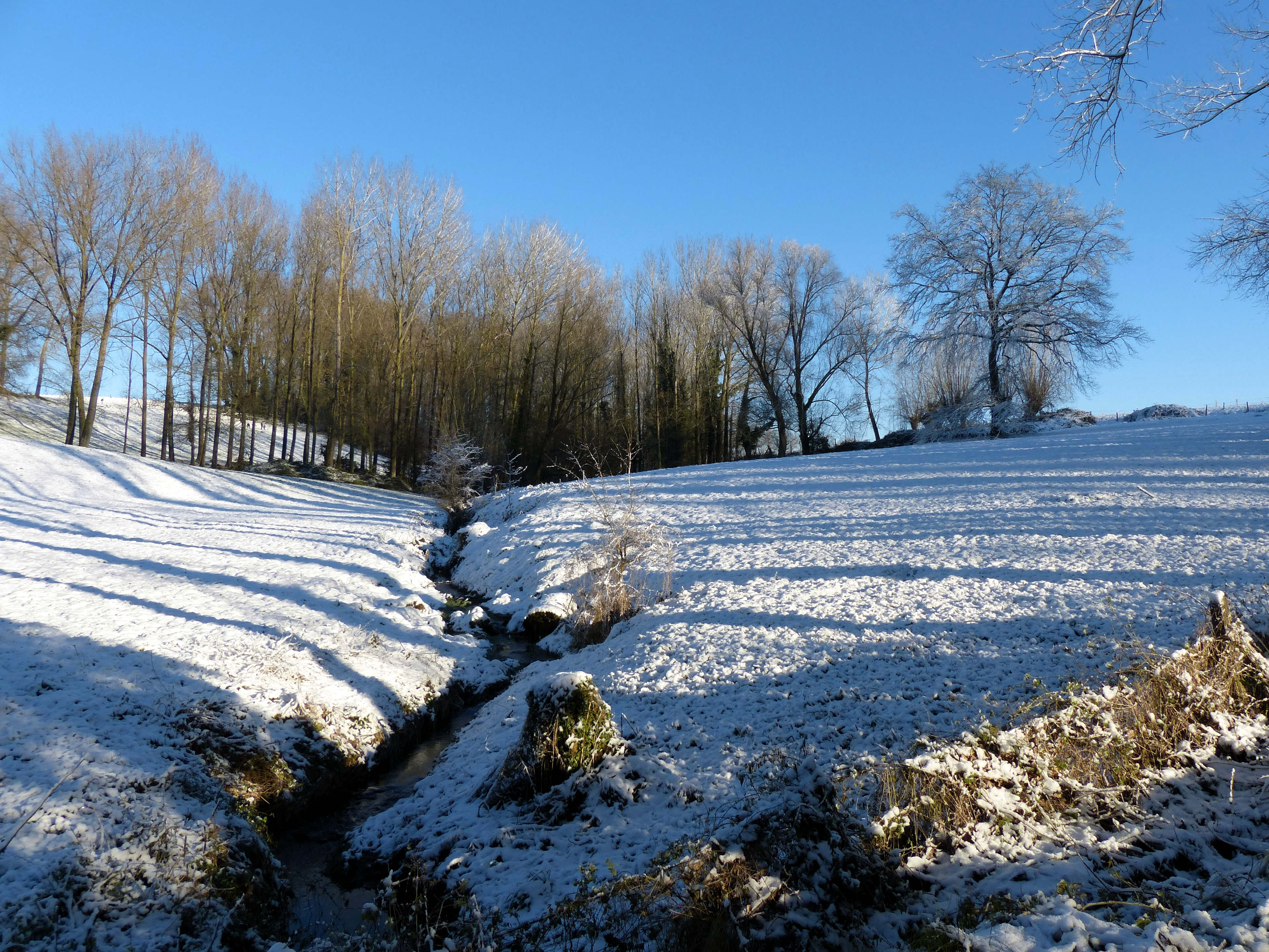
Steenbergse bossen.
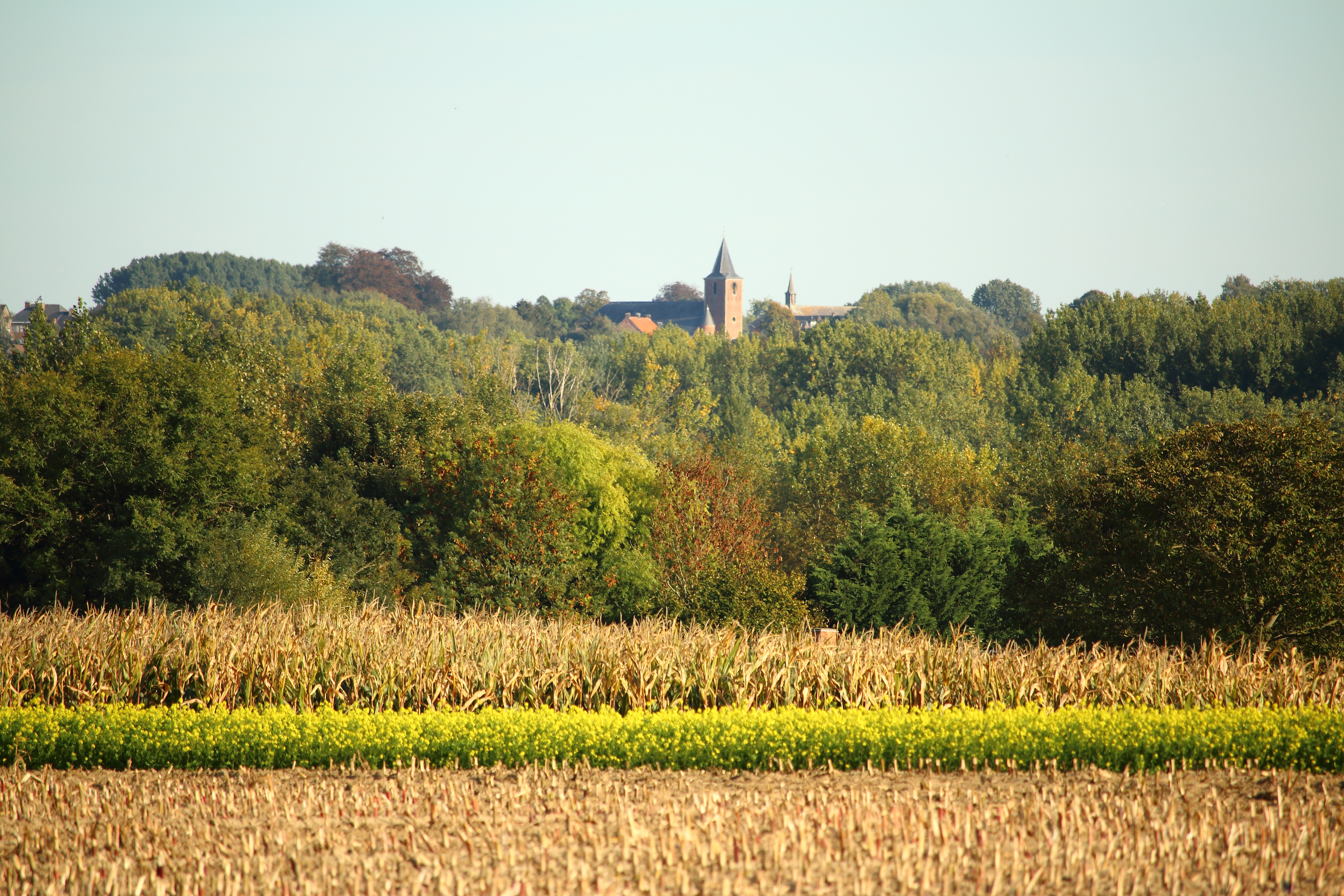
Zicht op het dorp.
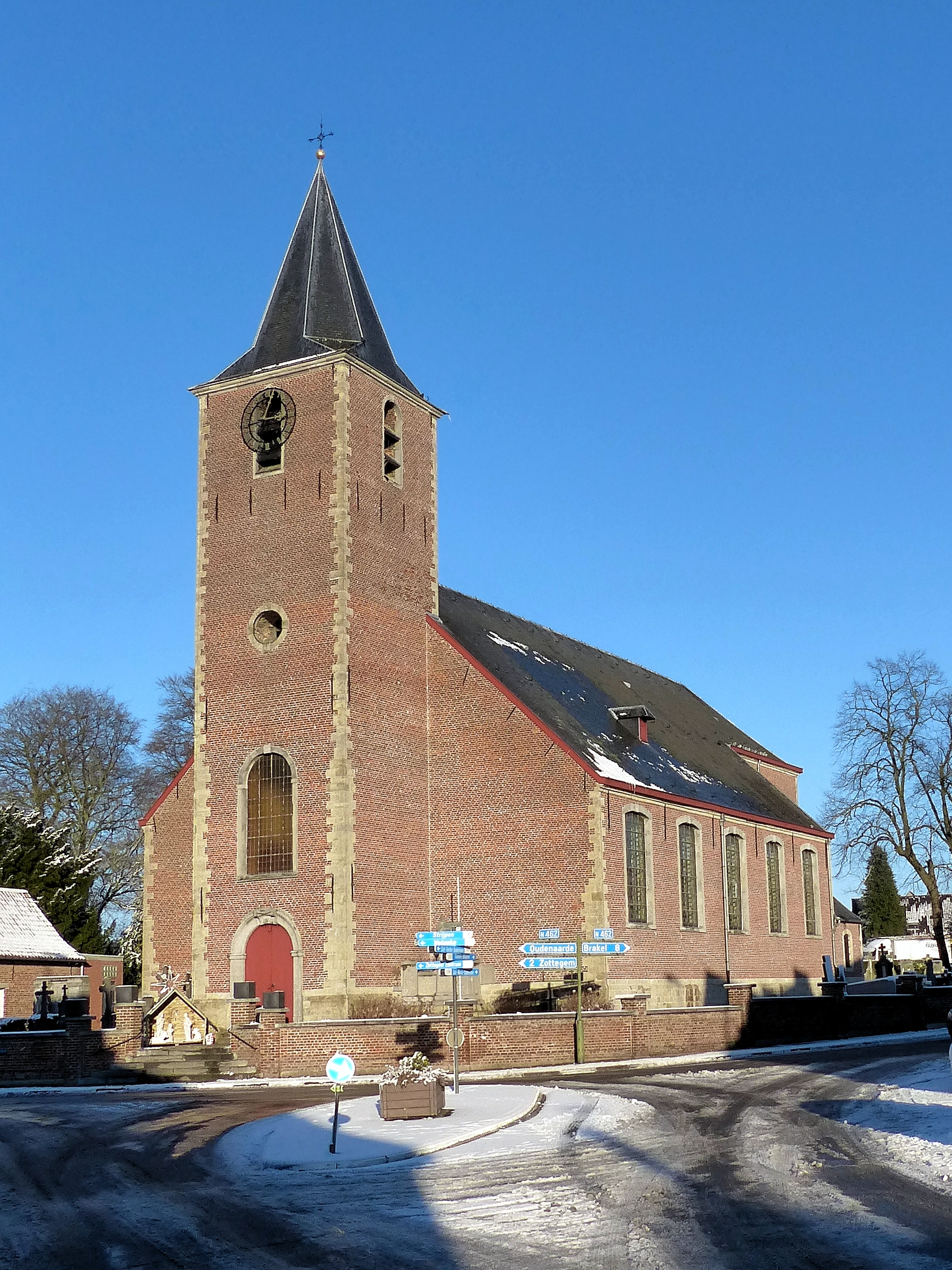
Sint-Pieters-Bandenkerk.
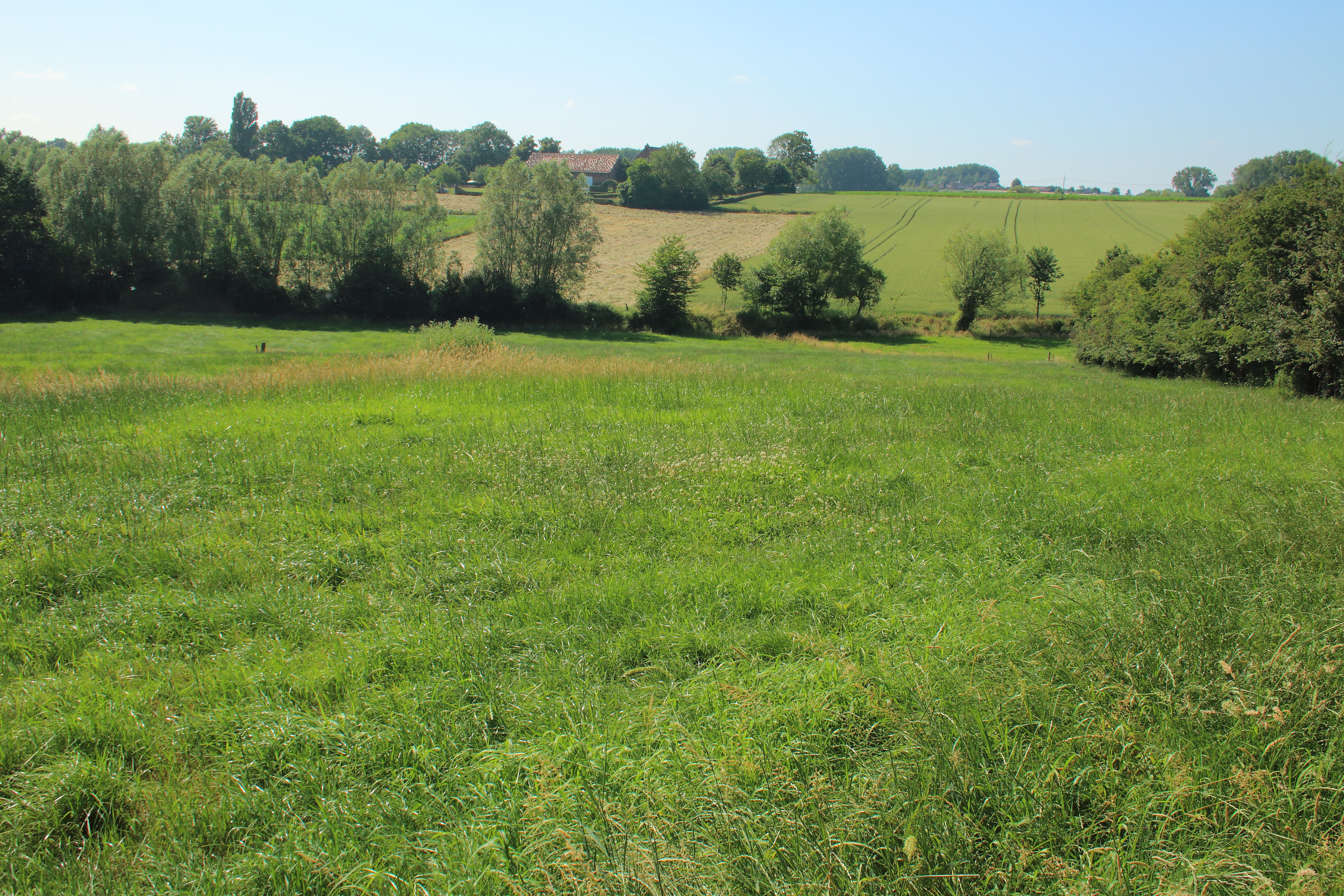
Parkbos-Uilenbroek.
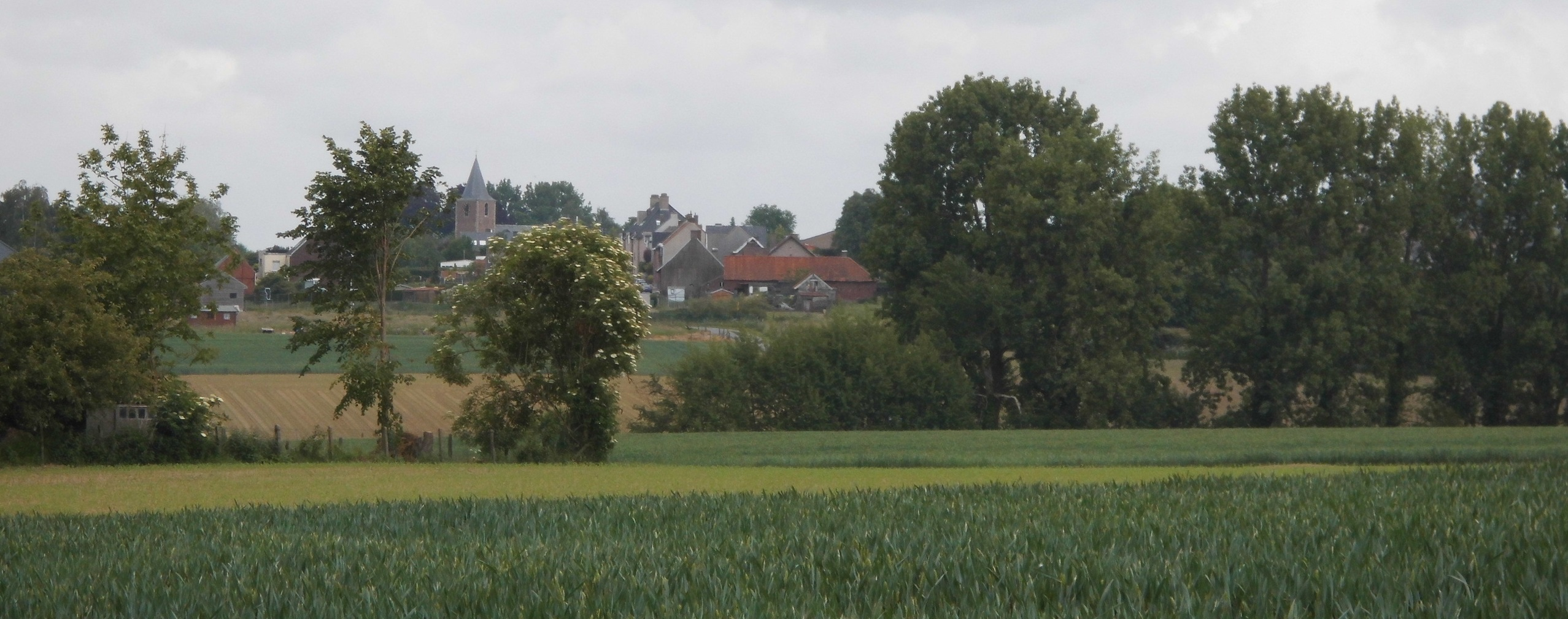
Zicht op het dorp.
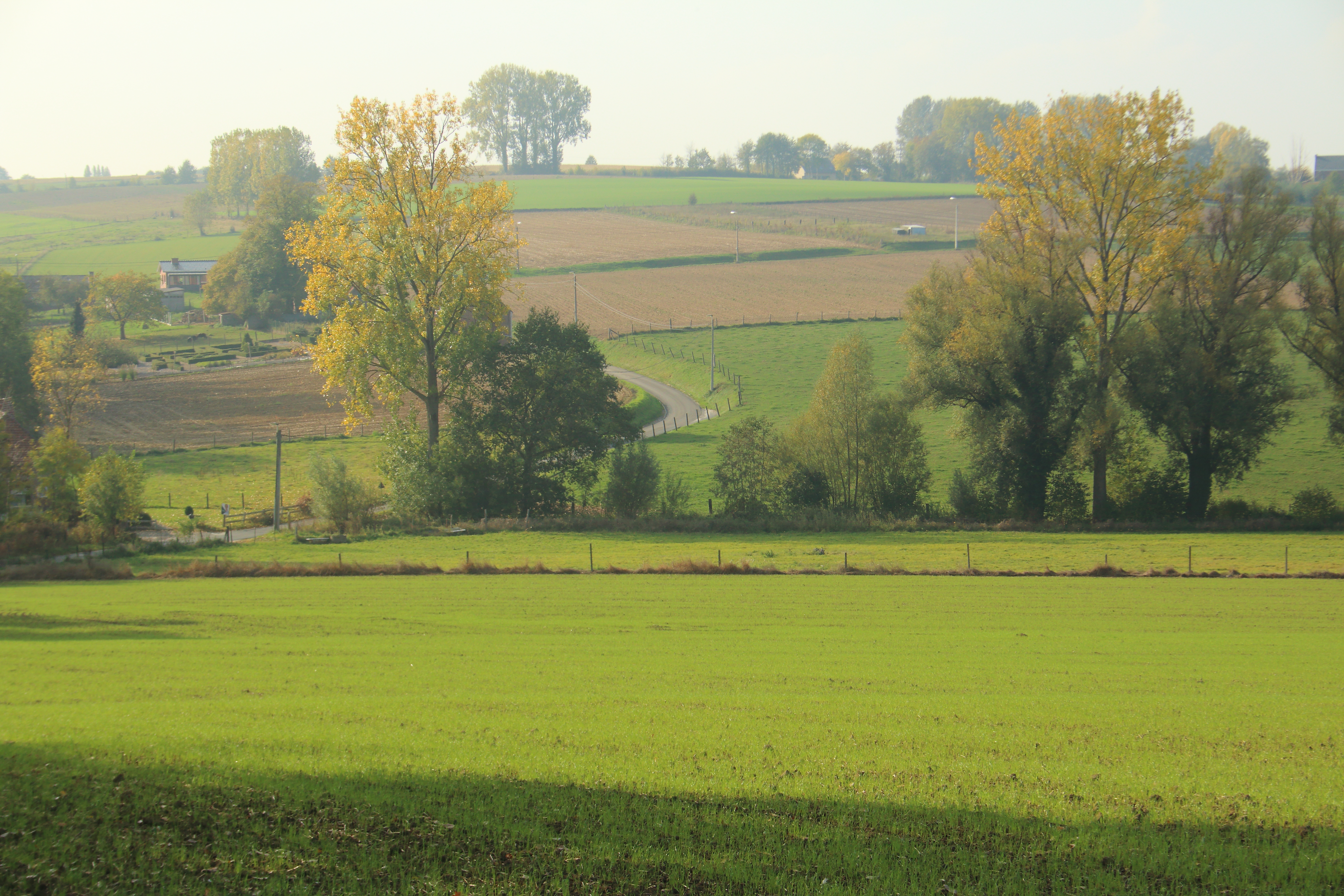
De Vlamme.

## Bekende figuren
- Irène Van der Bracht (1891-1941), eerste vrouwelijke hoogleraar van België (Ugent)

## Nabijgelegen kernen
Godveerdegem, Sint-Martens-Lierde, Sint-Maria-Oudenhove
Deelgemeenten: Elene · Erwetegem · Godveerdegem · Grotenberge · Leeuwergem · Oombergen · Sint-Goriks-Oudenhove · Sint-Maria-Oudenhove · Strijpen · Velzeke-Ruddershove · Zottegem

Plaatsen, gehuchten en wijken: Bevegem · Ruddershove · Velzeke 

Belgische gemeenten · Arrondissement Aalst · Oost-Vlaanderen · Vlaanderen